# Transformationshaus Saathainer Straße 2 (Biehla)
Das Transformatorenhaus in der Saathainer Straße 2 ist ein Baudenkmal, das sich in der Kleinstadt Elsterwerda im südbrandenburgischen Landkreis Elbe-Elster befindet.

## Beschreibung und Geschichte
Das Gebäude ist im Elsterwerdaer Stadtteil Biehla zu finden. Bei dem inzwischen stillgelegten Transformatorenhaus handelt es sich um ein verputztes, mit einem Zeltdach versehenes, zweigeschossiges, in Ziegelbauweise errichtetes Gebäude. Die Entstehung des Gebäudes wird auf die Zeit um 1919/20 datiert. Im örtlichen Denkmalverzeichnis ist es unter der Erfassungsnummer 09135780 verzeichnet.